# Educating Rita
Educating Rita is een Britse dramafilm uit 1983 onder regie van Lewis Gilbert. De film is gebaseerd op het gelijknamige toneelstuk uit 1980 van de Britse auteur Willy Russell.

## Verhaal
De kapster Rita besluit tegen de wil van haar man Denny een cursus literatuur te volgen bij dr. Frank Bryant. Rita's man wil graag een gezin stichten. Als hij merkt dat Rita stiekem de pil neemt, verbrandt hij haar boeken. Rita houdt echter voet bij stuk en schrijft zich in voor een cursus aan de universiteit.

## Rolverdeling
| Acteur           | Personage          |
| ---------------- | ------------------ |
| Michael Caine    | Dr. Frank Bryant   |
| Julie Walters    | Susan "Rita" White |
| Maureen Lipman   | Trish              |
| Michael Williams | Brian              |
| Jeananne Crowley | Julia              |
| Malcolm Douglas  | Denny              |
| Godfrey Quigley  | Rita's vader       |
| Dearbhla Molloy  | Elaine             |